# Хоффман, Филип Сеймур
Фи́лип Се́ймур Хо́ффман (англ. Philip Seymour Hoffman; 23 июля 1967, Фэрпорт, Нью-Йорк — 2 февраля 2014, Манхэттен, Нью-Йорк) — американский актёр, кинорежиссёр и кинопродюсер, работавший в самых разнообразных жанрах театрального искусства и кинематографа: от мейнстримных блокбастеров до артхаусных притч.
Один из самых востребованных американских киноактёров 2000—2010-х годов. В 1989 году Хоффман окончил театральную школу, через 2 года дебютировал на телевидении, после чего перешёл к исполнению эпизодических и второплановых киноролей. За свою жизнь Хоффман снялся в более чем 60 кинофильмах и принял участие в не менее чем 20 театральных постановках. В частности, он активно сотрудничал со своим близким другом, кинорежиссёром Полом Томасом Андерсоном, на протяжении 16 лет появляясь почти в каждом его фильме: «Роковая восьмёрка», «Ночи в стиле буги», «Магнолия», «Любовь, сбивающая с ног» и «Мастер».
В 2006 году Хоффман получил все главные премии «наградного сезона», включая «Оскар», за исполнение заглавной роли в байопике Беннета Миллера «Капоте». В 2010 году Филип Сеймур Хоффман сам дебютировал как кинорежиссёр, поставив романтическую комедию «Джек отправляется в плаванье» и исполнив в ней главную роль. Ещё через два года Хоффман был признан лучшим актёром Венецианского кинофестиваля за создание образа харизматического оккультиста в экзистенциальной драме «Мастер».
Достигнув вершин признания в мире кинематографа, Хоффман всю жизнь оставался верен театру, который называл своим вторым домом. В театре Хоффман проявил себя не только как незаурядный актёр, но и как талантливый режиссёр-постановщик (в собственной театральной компании LAByrinth).
С юности пристрастившись к употреблению наркотиков, Филип Сеймур Хоффман скончался в начале февраля 2014 года в возрасте 46 лет после приёма фатальной комбинации сильнодействующих препаратов. Сообщение о его кончине вызвало широкий резонанс, многие киноведы объявили эту потерю невосполнимой. Церемония прощания с актёром прошла в Верхнем Ист-Сайде и церкви святого Игнатия Лойолы, после чего тело было кремировано.
Филип Сеймур Хоффман — один из самых амбициозных и почитаемых актёров своего времени, — заслужил репутацию выдающегося артиста, умевшего играть абсолютно всё. За 25 лет кинокарьеры Хоффман воплотил огромное количество выразительных второплановых персонажей, часто отрицательных или вызывающих неприятие, и, как редкое исключение, сыграл несколько характерных главных ролей. Порой затмевавший ведущих исполнителей своим кратким появлением на экране, в жизни Филип Сеймур Хоффман оставался скромным и не слишком публичным человеком.

## Ранние годы
Среди предков Хоффмана были ирландцы, немцы, англичане и голландцы. Филип Сеймур Хоффман родился в 1967 году в Фэрпорте, пригороде Рочестера. Его мать, Мэрилин О’Коннор, родом из соседнего Ватерлоо, была адвокатом по семейным делам, а позже — судьёй. Отец, Гордон Стауэлл Хоффман, работал в корпорации Xerox. Его отец был протестантом, а мать — католичкой; сам Филип не придерживался какого-либо вероисповедания. Помимо Филипа, в семье росли две его сестры Джилл и Эмили, и брат Горди (работал вместе с Филипом в фильме «С любовью, Лайза»). Родители Хоффмана развелись в 1976 году.
Юный Хоффман увлекался борьбой, однако, получив травму шеи, был вынужден отказаться от занятий контактными видами спорта. В 12 лет Филип увидел неподалёку от своего дома постановку пьесы Артура Миллера «Все мои сыновья» и открыл новый для себя мир театра. Твёрдо решив стать актёром, в 17 лет он поступил в школу New York State Summer School of the Arts в Саратога-Спрингс, где познакомился с Беннеттом Миллером и Дэном Фаттерманом. После окончания Fairport High School Филип продолжил актёрскую подготовку с профессором Аланом Лэнгдоном. В 1989 году Хоффман получил степень бакалавра искусств по специальности «драма» от Нью-Йоркского университета Tisch School of the Arts. В Нью-Йоркском университете он вместе с актёром Стивеном Шубом и режиссёром Беннеттом Миллером входил в труппу Bullstoi.

## Карьера

### Начало карьеры
Когда мне было уже хорошо за 20, один актёр сказал мне: «Актёрство — не тайна». «Не тайна?! — подумал я. - Да ты дрянной актёр. Совсем дрянной, так как это тайна». Создать что-либо тяжело. Скажу расхожую мысль, но каждый раз, когда ты приступаешь к работе, ты просто ничего не знаешь. … Загвоздка в том, что ты должен что-то совершить. И это трудно, потому что сначала ты должен понять, что именно.
В интервью The New York Times, 2008 год
После окончания театральной школы в 1989 году Хоффман приступил к работе в офф-бродвейских театрах и уже в 1991 году дебютировал в польском независимом кино Szuler (по другим данным — в независимой комедии Triple Bogey on a Par Five Hole). В том же году исполнил роль мужчины, обвинённого в изнасиловании, в эпизоде телесериала «Закон и порядок» «Летняя жестокость».
В следующем году впервые привлёк внимание широкой массы зрителей, сыграв отрицательного персонажа в драме «Запах женщины». По мнению киноведа Нины Цыркун, при оценке этой картины критики сфокусировались на «оскароносной» роли Аль Пачино, не уделив должного внимания работе Хоффмана. «Если бы я не попал в этот фильм, я не был бы там, где я сегодня», — говорил Хоффман позже. Деньги, полученные за роль в «Запахе женщины» и ещё за пару эпизодов, позволили Хоффману оплатить лечение в центре для реабилитации наркоманов и оставить бакалейную лавку, где он раскладывал товары по полкам.
Его карьера на протяжении первой половины 1990-х годов строилась преимущественно на ряде выразительных эпизодических ролей в независимом кинематографе. Среди его характерных образов этого периода — богатый друг героя Джона Кьюсака («Бесплатные деньги»), малоопытный преступник («Побег»), пациент реабилитационной алкоклиники («Когда мужчина любит женщину»), офицер полиции («Без дураков»). Не забывая о театре, в 1995 году Хоффман присоединился к театральной компании LAByrinth, которую уже в 2000-х приобрёл совместно с Джоном Ортисом.

### Знакомство с П. Т. Андерсоном
Роль неопрятного преследователя торнадо в фильме-катастрофе «Смерч» неоднократно называлась киножурналистами в числе лучших, сыгранных Хоффманом в провальных картинах. «Впервые меня стали узнавать на улицах, когда мне было 29 лет. Люди смотрели на меня и каждое моё действие, и это, конечно, был шок. Я чувствовал себя так, будто потерял левую руку — так же неловко», — вспоминал Хоффман.
1996 год стал для карьеры Хоффмана переломным — актёр познакомился с начинающим режиссёром Полом Томасом Андерсоном. Андерсон был восхищён актёрской работой молодого артиста в «Запахе женщины» и позвал его в свой дебютный полнометражный фильм — неонуар «Роковая восьмёрка». Роль Хоффмана (самоуверенный игрок в кости) занимала буквально три минуты экранного времени, но именно она положила начало самому плодотворному и прославленному сотрудничеству в его карьере.
В сценарий своего следующего фильма «Ночи в стиле буги» (1997) Андерсон специально ввёл персонажа в расчёте на Хоффмана. Несчастный ассистент звукооператора, гомосексуал, влюблённый в героя Марка Уолберга, — работа, в которой Хоффман впервые полностью проявил свой актёрский потенциал. «Хоффман идеально контролирует представленный им образ человека, теряющего контроль: вначале над своими подавленными желаниями, а затем — над своими эмоциями. Извращённо натуральное изображение колоссальной неуклюжести», — писал обозреватель журнала Slate Джек Хэмилтон, озаглавив свою статью «Момент, когда Филип Сеймур Хоффман стал звездой».

### Конец XX века
Два самых интенсивных года в карьере Хоффмана, 1998-й и 1999-й, ознаменовались появлением актёра в ряде картин, ставших впоследствии культовыми.
После воплощения второстепенных образов преступника («Монтана») и политического активиста («Следующая остановка — Страна чудес») Хоффман решил попробоваться на роль ассистента миллионера в чёрной комедии братьев Коэн «Большой Лебовски». Актёр посетил пробы дважды и позже вспоминал, что они хорошо провели время, братья много смеялись. Хоффман рассказывал:
Я действительно очень хотел сыграть в «Большом Лебовски», но перед этим я долго думал: это же, чёрт возьми, братья Коэны, и я в жизни с ними не договорюсь. Так что я решил, что просто приду к ним и сделаю что-нибудь очень странное. В общем, я пришел и начал орать и бесноваться. И вдруг они стали смеяться, причём так громко, что у них, по-моему, чуть задницы не треснули. Я до сих пор помню, как я посмотрел на смеющихся Коэнов и подумал: «Ну ладно, чёрт с ней, с этой ролью. Хоть поржали — и то хорошо».
В итоге Хоффман был утверждён на эту роль, ставшей для него одной из самых любимых, как и сам фильм. Запоминающийся смех стал визитной карточкой его персонажа, а сама работа Хоффмана «закрепила его статус актёра, способного воплощать героев, вызывающих к себе расположение, но неуклюжих в социуме — такой типаж проходит через многие из лучших фильмов с его участием», — писала британская газета The Daily Mirror.
Проявив себя у братьев, Хоффман отправился к Тодду Солондзу, как раз ставившему новую комедию «Счастье». Очередная роль — неряха-гик, названивающий по телефону женщинам и мастурбирующий во время разговоров с ними — оказалась одной из самых сложных в актёрской карьере Хоффмана: «Это было нелегко. Тяжко было сидеть в своих боксёрах и дрочить перед людьми на протяжении трёх часов. Я был довольно грузным и боялся, что люди будут смеяться надо мной. Тодд говорил, что они будут смеяться, но не надо мной», — вспоминал впоследствии Хоффман. Критику журнала Esquire Дастину Крцатовичу эта роль Хоффмана нравится больше остальных: «Только актёр хоффмановского калибра способен наделить этого жалкого типа такими нюансами, даже благородством. … Его монолог безупречен, и только Филип Сеймур Хоффман мог сделать его таким. Он был мастером в своём ремесле».
Я долго был актёром эпизода, а потом стал играть главные роли. Изменилось ли что-то? Да ни черта. Это абсолютно та же самая работа. И в эпизодической, и в главной роли актёр — всего лишь часть проекта. Он не может быть творцом целого, он — деталь. Да и режиссёр не может сделать всё от начала и до конца, а режиссёром я тоже успел побывать. Так что разницы никакой.
В интервью GQ, 2012 год
Последняя картина с участием Хоффмана, вышедшая на экраны в 1998 году — трагикомедия «Целитель Адамс». Фильм получил низкие оценки критиков, но роль карьериста-выпускника медицинского колледжа не осталась незамеченной.
Приступив к созданию своей следующей ленты, эпической многослойной драмы «Магнолия», П. Т. Андерсон вновь позвал Хоффмана на немаловажную роль. Причиной этого, по словам режиссёра, стало отсутствие у Хоффмана актёрского эго: «Вот почему я написал святого медбрата Фила Парму в „Магнолии“ для Фила [Хоффмана]. Фил до такой степени хорош — он предан искусству и не фальшиво, не для публики», — говорил Андерсон. Партнёрами Хоффмана по съёмочной площадке в этот раз стали такие «звёзды» как Том Круз, Джулиана Мур и Джейсон Робартс. Картина произвела эффект разорвавшейся бомбы и на Берлинском кинофестивале была удостоена главного приза — «Золотого медведя». Работа Хоффмана также была высоко оценена: «…в „Магнолии“ он должен был быть незамысловатым, заботливым и добрым, как бы обрамлять тот вихрь эмоций, который закручивает остальной актёрский состав фильма», — писала критик Рэйган Хоффман.
Роль дрэг-квин, «женщины, заключенной в тело мужчины», в драме «Без изъяна» была для Хоффмана, по мнению киноведа Нины Цыркун, самой сложной в карьере, наравне с «Капоте». «Главная задача состояла в передаче именно чуждого актёру внешнего облика — манеры поведения, походки, жестов и, конечно, голоса. И уже потом можно было думать о внутреннем наполнении — логикой чувств и эмоций», — писала она. Вернувшись домой со съёмочной площадки, Хоффман моментально ложился спать, дабы не растерять нужное актёрское состояние до следующего съёмочного дня. Его партнёром по съёмочной площадке был сам Роберт Де Ниро, и Хоффман показал себя достойным такого партнёрства. Впервые в жизни за эту актёрскую работу Хоффман был выдвинут на несколько незначительных наград сообществ кинокритиков со всех Соединённых Штатов, а также на премию Гильдии киноактёров США. Авторитетнейший кинокритик Роджер Эберт, рецензируя этот фильм, назвал Хоффмана «одним из лучших новых характерных актёров».
Заключительным проектом, в котором принял участие Ф. С. Хоффман на закате столетия, стал триллер «Талантливый мистер Рипли». Хоффмановский близкий друг «золотого мальчика» в исполнении Джуда Лоу получился «упоительно прожигающим жизнь», как раз таким, каким его видел режиссёр Энтони Мингелла. Съёмки фильма проходили всего один или два дня в неделю, в Риме, где Хоффман сдружился с Кейт Бланшетт, партнёршей по площадке. Его актёрскую работу в этой картине высоко оценила Мерил Стрип: «Он играл богатого, избалованного сноба, и я выпрямилась в своём кресле и спросила: „Кто это?“. Я подумала: „Господи, этот актёр бесстрашен. Он сделал то, чего мы все добиваемся — наделил этого отвратного персонажа уважением, которого он заслуживает, он сделал его восхитительным“». Позже Хоффману представится возможность поработать с Мерил Стрип на съёмках драмы «Сомнение».
По итогам 1999 года Национальный совет кинокритиков США признал Филипа Сеймура Хоффмана лучшим второплановым актёром года за работы в «Магнолии» и «Талантливом мистере Рипли».

### Первые роли XXI века
Перед тем, как вплотную заняться театром, Хоффман исполнил второплановую роль прожжённого музыкального критика Лестера Бэнгса в трагикомедии «Почти знаменит». Режиссёр Кэмерон Кроу вспоминал, что, когда он послал Хоффману сценарий предстоящего фильма, тот, ознакомившись с ним, «появился одетым как Лестер: у него была чёрная кожаная куртка, и вы могли заметить блеск в его глазах. Он буквально заполнял собой помещение, практически так же, как когда-то Лестер», — вспоминал Кроу. Спустя много лет после выхода картины юный исполнитель главной роли Патрик Фьюгит был благодарен актёру за то, что тот помогал ему освоиться на площадке и не робеть перед камерой, а Кроу признался, что Хоффман, отступив от сценария, создал ключевую сцену фильма такой, какой её увидели зрители. Хоффман заменил бурное выяснение отношений между опытным журналистом и его молодым подопечным тихой, печальной беседой. По словам режиссёра, эта сцена стала душой картины, в ней удалось раскрыть характеры и показать внутреннюю драму обоих героев.
По прошествии годичного отпуска от кино Хоффман был утверждён на первую главную кинороль в жизни — успешного веб-дизайнера в инди-проекте Тодда Луизо, трагикомедии «С любовью, Лайза». Сценарий, специально под Хоффмана, написал его старший брат, Горди. На съёмках Хоффман «доказал, что сможет вытянуть большую главную роль — даже при отсутствии сюжета, который размывается, растворяется в ассоциациях: на них наталкивают нюансы в игре актёра, превращающего довольно несложно сочинённую историю в роман с тайной», — писала Нина Цыркун. Впрочем, картина в целом получила весьма сдержанные отзывы.

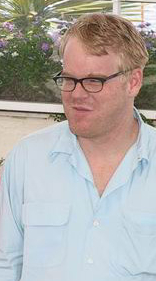
Хоффман на каннской премьере «Любви, сбивающей с ног», май 2002 года

Более успешной оказалась следующая работа П. Т. Андерсона — романтическая комедия «Любовь, сбивающая с ног», — в ней Хоффману досталась роль руководителя нелегальной службы секса по телефону, антагониста главного героя в исполнении Адама Сэндлера. В фильме всего две-три сцены с участием Хоффмана, и, по мнению критиков, его игра завораживает в каждой из них, — наглый, но трусоватый вымогатель пополнил его коллекцию точно вычерченных, приковывающих к себе внимание героев.
Столь же небольшую по хронометражу роль нечистоплотного, вызывающего брезгливость «бульварного» журналиста Хоффман исполнил в высокобюджетном триллере «Красный дракон», приквеле к классике жанра, «Молчанию ягнят». Журнал Slate отметил эту актёрскую работу Хоффмана как одно из лучших его появлений в провальных лентах, а Эдвард Нортон, исполнитель главной роли и близкий друг Хоффмана, жаловался, что сценарий не позволял им встречаться на съёмочной площадке чаще.
Именно Нортон посоветовал Спайку Ли взять Хоффмана в свою новую картину, криминальную драму «25-й час». Долго уговаривать режиссёра не пришлось: «Когда видишь людей, которые тебе нравятся, ты знаешь, что хочешь поработать с ними. Филип — один из тех, с кем я хотел поработать. Я был терпелив, так как всегда должна найтись подходящая роль», — так Спайк Ли отозвался о Хоффмане после утверждения его на ключевую роль меланхоличного школьного учителя, испытывающего влечение к своей ученице. Критик Дэвид Эдельштайн сравнил голос персонажа Хоффмана в этом фильме с жутковатым басом известного радиоведущего и политика Эла Франкена, с лёгкой примесью произношения «в нос», свойственного другому Хоффману — Дастину.
Вторую главную роль 2000-х Хоффман сыграл в «возможно, лучшем фильме о человеке, сжираемом патологической страстью» — инди-драме «Собственность Махоуни». Персонаж Хоффмана, банковский клерк, имел реального прототипа, игромана по имени Брайан Молоуни, похитившего миллионы долларов из Канадского имперского банка торговли, и с которым актёр лично встречался во время съёмочного процесса. Впоследствии эта актёрская работа Хоффмана была названа одной из самых недооценённых, Роджер Эберт писал о ней, как о «шедевре дисциплины и точности».
В преддверии своего крупнейшего карьерного достижения, роли Трумена Капоте, Хоффман появился в военной драме «Холодная гора» (во второй и последний раз поработав с Энтони Мингеллой), а затем выступил в стереотипном комическом амплуа «лучшего друга главного героя» в лёгкой и непритязательной романтической комедии «А вот и Полли».

### Вершина актёрского мастерства — «Капоте»
Свою самую известную и высокооценённую роль Хоффман сыграл в 2005 году в байопике «Капоте», покорившем кинокритиков. Режиссёр фильма Беннетт Миллер был знаком с актёром ещё со студенческой скамьи: «Мы познакомились тогда [с Филипом] и Дэном Фаттерманом, который написал сценарий к „Капоте“. В то время Фил был очень популярен: он переигрывал всех вокруг», — рассказывал Миллер.

Реальный Трумен Капоте (справа) и его экранная версия в исполнении Ф. С. Хоффмана

По словам Миллера, в 2004 году, когда начиналась подготовка к съёмкам «Капоте», Хоффман был на том же этапе жизни, что и сам писатель, роль которого ему предстояло исполнить: «Фила уважали все, но он ещё не полностью развил свой потенциал в кино». Когда постановщик предложил артисту эту роль, Хоффман сначала отказался, сетуя на то, что между ним и Капоте слишком большая разница по фактуре: писатель был худощавым, актёр — тучным, писатель был невысокого роста, рост актёра же достигал отметки 175 сантиметров (по другим данным — 178). Миллер сказал: «Просто сбрось вес, а остальное — моя проблема».
Играть Капоте Хоффману было нелегко, на вживание в образ уходило огромное количество времени. К роли актёр готовился четыре с половиной месяца, за это время он просмотрел ряд документальных плёнок, переслушал массу записей с голосом Капоте. Хоффман работал над ролью по системе Станиславского, практически не выходя из дома. «Тонкий, высокий голос с причудливыми интонациями, суетливые движения рук, кокетливо отставленный мизинец руки, держащей стакан с виски или чашку кофе, привычка жеманно округлять губы при смехе», — Хоффману предстояло показать это всё на экране. Кроме внешнего перевоплощения актёру требовалось передать и внутреннюю борьбу, — его персонаж проникается симпатией к героям своей будущей книги, виновным в жестоком и бессмысленном убийстве. Капоте даже влюбляется в одного из преступников, Перри Смита, что, впрочем, не мешает ему дожидаться их смерти. Писатель даже отказывает заключённым в помощи с подачей апелляции на смертный приговор, чтобы закончить свою книгу «Хладнокровное убийство», которая должна стать вершиной его творчества и венцом читательского успеха.
Лента в целом и актёрская работа Хоффмана сама по себе получили великолепную прессу. Агрегатор Rotten Tomatoes суммировал её: «Зачаровывающее исполнение главной роли Филипом Сеймуром Хоффманом задаёт тон отлично построенному рассказу о самом блистательном и значительном периоде в жизни писателя Трумана Капоте». Отдельно критики отмечали особую тонкость игры Хоффмана: представляя своего героя тщеславным, самовлюблённым, подчас — вероломным манипулятором, он, тем не менее показывает и его человеческую слабость, и уязвимость.
За этот «бенефисный моноспектакль» Хоффман был удостоен первого и, как оказалось впоследствии, единственного «Оскара» в карьере. Он также собрал все премии, на которые был номинирован за эту роль. «Однажды мы заключили уговор с ещё одним другом, что первый из нас, кто выиграет „Оскар“, должен будет пролаять свою победную речь, как собака. Уговор заключался в том, что, пока тебе не вырубят микрофон, ты должен лаять. Когда Фил выиграл за „Капоте“, мы так надеялись хотя бы на один „гав“, но, увы, не случилось», — рассказывал Миллер.

### После «Оскара» — 2006—2007
Едва ли не единственную роль на телевидении Хоффман исполнил в мини-сериале канала HBO «Эмпайр Фоллз». Образ таинственного кавалера героини Робин Райт принёс актёру номинацию на телепремию «Эмми».
В 2006 году Хоффман забрёл на «чужую» для себя территорию, снявшись в высокобюджетном боевике «Миссия невыполнима 3», где сыграл ключевого антагониста — торговца оружием, противостоящего герою Тома Круза. На эту роль Хоффмана посоветовал утвердить сам Круз, выступивший продюсером фильма и желавший вновь поработать с актёром ещё со времён «Магнолии». «Отправляясь на просмотр „Миссия невыполнима 3“, я был заинтригован — какой суперзлодей выйдет из сверхсерьёзного Хоффмана, только что получившего „Оскар“ за роль Трумена Капоте? Хоффман прекрасно справился: играет целенаправленно монотонно», — писал о его работе критик журнала New York Magazine Дэвид Эдельштайн.
Хоффман вернулся в инди-кинематограф в 2007 году, исполнив главную роль в трагикомедии «Дикари». Его персонаж — невротический профессор, переживающий кризис среднего возраста. Вместе со своей сестрой, — героиня Лоры Линни, испытывающая те же проблемы, — герой Хоффмана ухаживает за страдающим слабоумием престарелым отцом.
Со сценарием Хоффман ознакомился ещё за пару лет до начала съёмок, но тогда проект был отложен. «Сценарии, которые читаешь, первые десять страниц: „Ого, это действительно круто“, а к пятидесятой странице уже „У-у-у-у. Погодите. Нет“. Такое случается. Так что следует читать всю вещь. Это полезно», — рассказывал Хоффман. С режиссёром Тамарой Дженкинс актёр отлично сработался, она показалась ему крайне страстной, преданной делу.
Работы Хоффмана и Линни были высоко оценены. По мнению критика Рэйфера Газмена, исполнители смогли найти друг в друге «родственную душу» и, разыгрывая совсем не масштабную драму, достигли наивысшей степени мастерства. «Это один из лучших образцов актёрской игры, который вы сможете когда-либо увидеть» — прибавляет Газмен. За «Дикарей» Хоффман был номинирован на «Золотой глобус» и удостоен премии «Независимый дух».
Удовлетворяет ли меня моя работа? Иногда. Секрет в том, что надо разнообразить меню: играть в кино, в театре, ставить спектакли, режиссировать кино. Тогда не заскучаешь, тогда удовлетворение можно собирать по частям, как пазл.
В интервью GQ, 2012 год
В последнем фильме легендарного Сидни Люмета, криминальном триллере «Игры дьявола», Хоффман сыграл финансового работника-наркомана, проворовавшегося и обанкротившегося перед ревизией и организовавшего ограбление с катастрофическими последствиями для своей семьи. Когда Люмет приступал к съёмкам картины, его первым и единственным кандидатом на эту роль был, безоговорочно, Филип Сеймур Хоффман.
Как и в случае с «Дикарями», Хоффман прочёл сценарий будущего фильма за несколько лет до начала съёмок, но тогда о кандидатуре Люмета на режиссёрское кресло не было и речи. Затем немного изменённая Люметом версия сценария была повторно предложена актёру. В первой редакции герои Хоффмана и Итана Хоука были просто друзьями, но затем Люмет сделал их братьями.
Этот образ называют одним из самых неприятных среди всех, когда-либо созданных Хоффманом, но от того не менее впечатляющим. Картина заслужила восторженные похвалы, как и работа актёра: «Фильм — необыкновенно действенная демонстрация бесстрашно неприглядного Хоффмана и тугого как гвоздь сценария Келли Мастерсон», — заключил критик газеты Toronto Star Джофф Певер.
На съёмках политической трагикомедии «Война Чарли Уилсона» Хоффман встретился со старым другом, режиссёром Майком Николсом, под началом которого в 2001 году играл в спектакле «Чайка». Николс лично позвонил Хоффману и предложил ключевую роль в его новом фильме. Актёр снова исполнил роль реальной личности — агента ЦРУ Гаста Авракотоса, вступившего в сговор с конгрессменом Чарли Уилсоном о поставке оружия афганским моджахедам для борьбы против Советского Союза. Авракотос ушёл из жизни за несколько месяцев до начала съёмок и Хоффман очень сожалел, что не успел с ним пообщаться.
Работая над ролью, актёр консультировался с близким другом Авракотоса, экс-агентом ЦРУ Милтоном Бирденом, свидетелем событий, показанных в ленте. На площадке пребывали также сам Чарли Уилсон, герой Тома Хэнкса, и воплощённая Джулией Робертс Джоанн Херринг. Хоффман остался доволен приобретённым опытом и рассказывал, что играть такого смутьяна как Авракотос было забавно. «Украшенный пышной причёской 80-х, усами, с выпирающим животом, дымящий как паровоз, он заходит в комнату, врастает в неё словно столетний дуб и рассыпается в упоительном многословии, где в равных долях смешаны уникальный опыт и уничтожающая брань», — писал критик газеты Variety Тодд Маккарти. Роль Авракотоса принесла актёру вторую за карьеру номинацию на «Оскар», и третью — на «Золотой глобус».

### «Синекдоха, Нью-Йорк»
Режиссёрский дебют неординарного и выдающегося сценариста Чарли Кауфмана оказался картиной, поразительно созвучной следующему отрезку жизни Хоффмана.
«Я взялся за „Синекдоху…“, потому что мне исполнялось сорок, у меня было двое детей, и я думал обо всем этом — о смерти, о потерях — постоянно. Работа была тяжёлой, и труднее всего было играть человека, который пытается вместить невыносимое бремя смерти в искусство. Филип Рот написал где-то: „Старость — это не битва, это кровавая бойня“. И Чарли, как и Рот, хорошо знает, что все мы умрём», — так Ф. С. Хоффман вспоминал эту, во многих отношениях этапную для себя работу.
Фильм «о поиске аутентичного „я“ в неаутентичном мире» давно задумывался Кауфманом и в 2008 году, наконец, воплотился в жизнь. Картина наполнена метафизическими, эпистемологическими и эсхатологическими мотивами. Герой Хоффмана — драматург Кейден Котард, ставит колоссальную пьесу о своей жизни, для чего снимает гигантский склад в Нью-Йорке и привлекает целую армию актёров. В процессе работы над пьесой он женится, расстаётся с женой и дочерью, присутствует на похоронах родителей, меняет основную тему пьесы, бесконечно перестраивает декорации. Рядом с ним актёр, играющий его самого, сценический «двойник» появляется и у его возлюбленной. Грань между реальностью и задуманным грандиозным действом всё больше стирается, пьеса поглощает настоящую жизнь. Проходит 17 лет, Кейден превращается в старика, но пьеса ещё не завершена. В ней великое множество действующих лиц и ни одного зрителя.
Были съёмочные дни, когда Хоффману приходилось изображать три разных возраста своего персонажа, и на протяжении всей ленты его герой остаётся её эмоциональным центром. Сложнейшая многослойная картина, каждый эпизод которой наполнен скрытыми цитатами, аллюзиями, недосказанностями, которая требовательно апеллирует к интеллектуальному и духовному «багажу» зрителя, удерживает его внимание благодаря работе Филипа Саймура Хоффмана. По собственному признанию актёра, ему пришлось заплатить немалую цену за участие в этом проекте. После съёмок он направился к себе в офис, подошёл к двери, вставил карту доступа и застыл в размышлениях. Это была далеко не единственная роль в его жизни, после которой он думал о завершении карьеры, но в этот раз чувство опустошённости оказалось особенно сильным. «Со мной так бывает почти после каждого фильма… Съёмки окончены, ты идёшь в ванную, закрываешь дверь, делаешь несколько глубоких вдохов, чтобы взять себя в руки. В конце концов, я благодарен, что могу испытывать настолько сильные эмоции. И благодарен, что потом они уходят. Это и есть моя жизнь» — признаётся актёр.
Критики, — во главе с Роджером Эбертом, назвавшим «Синекдоху…» лучшим фильмом десятилетия, — были единодушны в своём вердикте: Хоффман не устаёт поражать, пределы его актёрских возможностей трудно вообразить. Так, обозреватель газеты Los Angeles Weekly Эми Николсон писала: «Если бы только у Хоффмана было в запасе столько десятилетий для работы, сколько было у вымышленного Котарда. В этом фильме ему довелось стать гораздо старше, чем было суждено на Земле».

### Второе последовательное выдвижение на «Оскар» — «Сомнение»
Ещё одним проектом 2008 года с участием Хоффмана стала драма «Сомнение», экранизация одноимённой пьесы Джона Патрика Шэнли, получившей Пулитцеровскую премию. Для киноадаптации своей пьесы Шэнли собственной персоной и встал по ту сторону камеры. На этот раз экранный герой Хоффмана — отец Флинн, заботливый католический падре, вынужденный защищаться от обвинений в сексуальном домогательстве к чернокожему подростку, своему ученику. В роли обвинителя, директора школы, строгая и требовательная сестра Элоиза Бовье в исполнении трижды «оскароносной» Мерил Стрип.

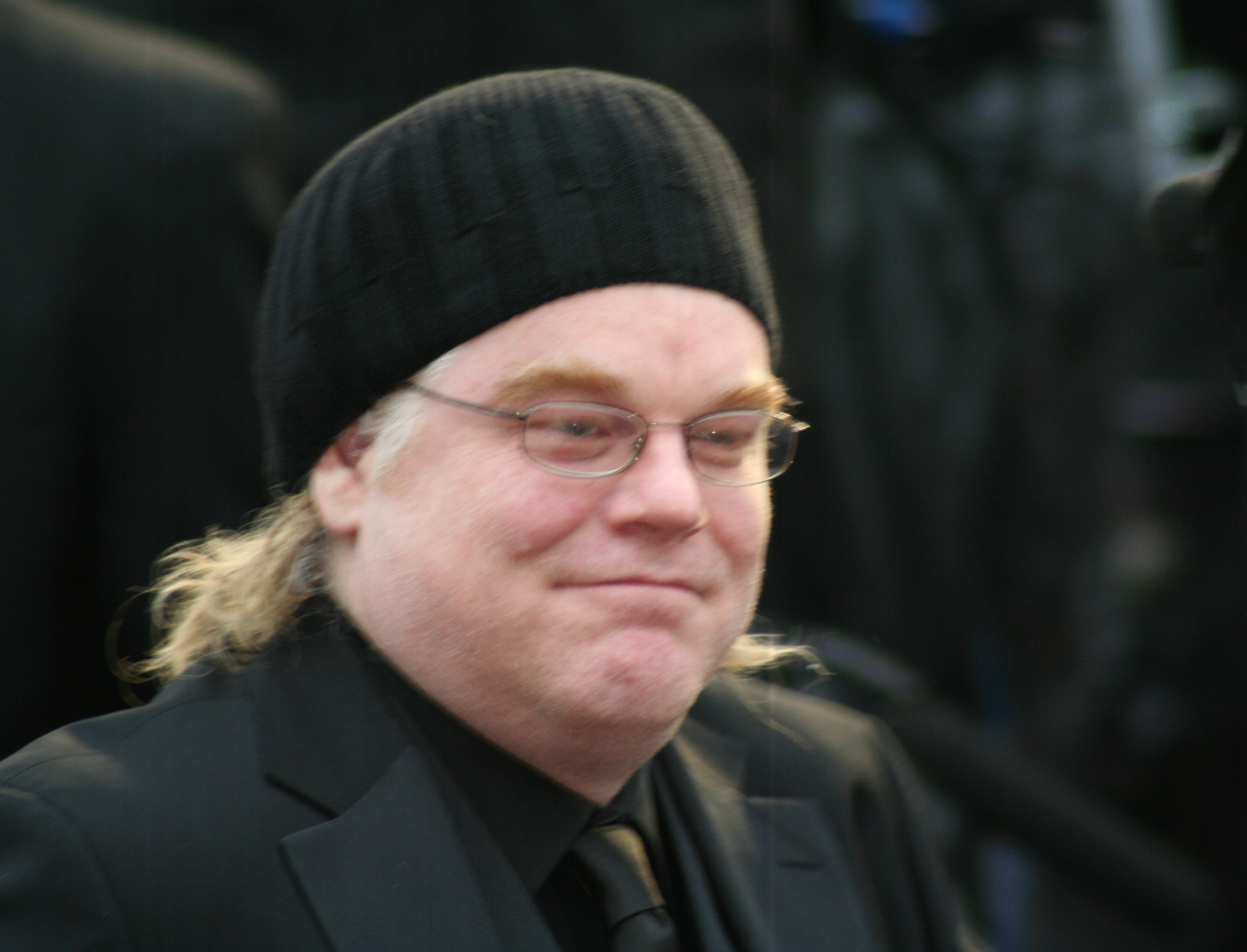
Хоффман, выдвинутый за «Сомнение», на 81-й церемонии вручения «Оскара», февраль 2009 года

Шэнли пригласил Хоффмана на главную роль, поскольку был заинтригован, как актёр подойдёт к решению задачи: «Я знал, что он заставит Мерил попотеть, что она станет бунтовать против кого-то с равным интеллектом. Мерил — настоящий уличный боец. Для неё быть актрисой означает побеждать в каждой сцене. Филу же это не интересно. Он никогда не станет в таком участвовать». «Задача для Хоффмана осложнялась тем, что его противницу играла актриса, которой сам её авторитет создавал определенную презумпцию правоты… Хоффман мог дать фору Стрип за счёт того, что в „Сомнении“ её героиня в чёрном монашеском одеянии и с неподвижно застывшим лицом-маской невольно олицетворяла мертвечину, а из-за плеча отца Флинна нам подмигивали живые люди со своих честно нарисованных портретов», — писала киновед Нина Цыркун.
Шэнли оказался прав — весь съёмочный период Хоффман со Стрип вели себя друг с другом так, будто они действительно ревностные слуги Господа. Их поединки длятся по десять-пятнадцать минут экранного времени, и тут обоих исполнителей выручил их богатый театральный опыт. «Перед кульминационной сценой их конфронтации Мерил ворчала так, чтобы слышала вся группа: „Я надеру ему задницу“. Она посмотрела на него и произнесла: „Я знаю, что ты сделал это“. А Фил просто засмеялся и сказал: „Мерил постоянно пытается залезть ко мне в голову“», — вспоминал Шэнли.
К началу съёмок Хоффман был уже хорошо знаком с пьесой и оценил возможность переноса её на экран. Шэнли рассказал Хоффману «предысторию» его героя, отчасти списанного с реального священника, оказавшего огромное влияние на автора пьесы в детстве. Но Хоффману этого было недостаточно — он тщательно собирал информацию, посещал церковь, беседовал со священником, заставшим эпоху 60-х. И, как всегда, долго мучился над созданием образа: «На съёмках любого фильма всегда бывает такая ночь, когда ты просыпаешься на рассвете и думаешь: „Чёрт, как же погано я всё делаю“». Наконец всё сложилось: «В детстве я прошёл обряд конфирмации и ходил в церковь, но мне было скучно. А тут я вдруг понял: хорошая проповедь — это же совсем как театр. Она соединяет в себе политическую арену и Писание, и я подумал: „Эй, я мог бы сделать это так“.»
Шэнли вспоминал, что Хоффман на съёмочной площадке был настолько глубоко погружён в себя, что к нему было страшно подойти. «Посмотреть на тебя — ты словно в аду был», — заметил режиссёр после завершения съёмок. «В аду? А я в нём и живу», — парировал Хоффман. Одержав новую творческую победу и получив громадное удовлетворение от работы, Хоффман, как и год назад с «Войной Чарли Уилсона», был номинирован на «Оскар» и «Золотой глобус».
Что же касается отца Флинна, то, по некоторым сведениям, Шэнли одному лишь Хоффману сообщил, виновен ли его персонаж в растлении мальчика, но актёр сохранил эту тайну: «Я так и не дал ответа, виновен ли священник, потому что „Сомнение“ — это фильм о чём-то большем. Главное во всей этой истории — наше желание быть уверенным в своей правоте. В том, что это правильно, а это нет, это белое, а это чёрное. Желание проснуться и прожить день в гордости, а не в том реальном беспорядочном мире, который вокруг нас».

### По обе стороны камеры — «Джек отправляется в плаванье»
Ещё в 2006 году в составе LAByrinth Хоффман поставил пьесу Роберта Глаудини «Джек отправляется в плаванье» и сыграл в ней заглавную роль. Зрители, посещавшие спектакль, просили в беседе с Глаудини сделать по нему полнометражный фильм, и в конце концов автор с Хоффманом стали обсуждать его постановку. Джон Ортис, близкий друг Хоффмана и исполнитель одной из ролей в спектакле, предложил ему заняться режиссурой предстоящей картины.
Эту идею Хоффман вынашивал целых три года. Подойдя вплотную к старту работы, но вдруг осознал, что у него нет никакого желания снова играть заглавную роль водителя лимузина. Был проведён кастинг, и Хоффман нашёл подходящего артиста. Но поскольку съёмки должны были проходить зимой, их рабочие графики не совпали, и Хоффману пришлось примерить уже поднадоевший сценический образ, но уже на экране. В экранизации были изменены несколько нюансов и, в частности, был добавлен счастливый финал, который следовал из текста пьесы, но не был в ней прописан.
Кинопресса сочувственно приняла режиссёрский дебют Филипа Сеймура Хоффмана. «Хоффман-режиссёр старается изо всех сил, чтобы развить эту историю с театральными корнями; но сценарий есть сценарий и фильм, главным образом, движется по направлению к взрывной сцене на обеденной вечеринке, которую сценаристы и обожают, и поносят», — писал критик газеты The Detroit News Том Лонг.
На одной из пресс-конференций Хоффману был задан вопрос о сходстве между его работой и классической трагикомедией «Марти», но тот заявил, что не видел её. Хоффман рассказал, что снял ленту о дружбе, любви, единении, а также о всевозможных «подводных камнях». Экранизация, по его словам, позволила актёрам показать больше оттенков, в отличие от театральной постановки, всё действие которой происходит в одной комнате. Хоффман в целом остался доволен результатом, отдельно выделив удачное использование крупного клана, и не исключил возможности поставить в кино ещё что-нибудь, при наличии подходящего материала. В то же время, он заявил, что определённо больше не станет снимать самого себя, и не будет больше ставить пьесу Глаудини, поскольку «теперь это фильм».

### Magnum opus — «Мастер»
Отдышавшись от трудностей режиссуры, Хоффман взялся за второплановые роли в спортивной драме «Человек, который изменил всё» и политическом триллере «Мартовские иды». В первой картине, поставленной автором «Капоте» Беннеттом Миллером, он появился в образе реального бейсбольного менеджера Арта Хоу. Хоу был шокирован тем, каким упёртым ретроградом показал его Хоффман, но не держал обиды на актёра, понимая, что это «заслуга» сценаристов или продюсеров. Тем не менее, Хоффман принёс извинения Хоу и очень сожалел, что не смог встретиться с ним во время подготовки роли. «Мартовские иды» показали Хоффмана с противоположной стороны — его преданный руководитель предвыборной кампании был одной из «изюминок» фильма: «В „Мартовских идах“ в комнате только один взрослый: Филип Сеймур Хоффман. … Остальное что-то вроде политических мультяшек на канале MSNBC», — писал критик The Huffington Post Майкл Джонс.
«Самое запоминающееся перевоплощение в его карьере», «лучшая роль Хоффмана», «magnum opus» — такие отзывы стали массово появляться после выхода на экраны экзистенциальной драмы Пола Томаса Андерсона «Мастер», его шестого полнометражного проекта, пятого с участием актёра и первого, в котором Филипу Сеймуру Хоффману была отведена главная роль. Его персонаж — харизматический основатель религиозного движения «Истоки» Ланкастер Додд, взявший под свою опеку моряка-алкоголика в исполнении Хоакина Феникса. Помимо сыгранной роли, Хоффман в течение трёх лет способствовал созданию фильма. Он помог Андерсону написать сценарий и предложил именно Феникса сделать исполнителем центрального персонажа ленты.
«Я бы не назвал Додда шарлатаном. То, что он предлагает, — реально. Такая форма психологической помощи: нащупывает в человеке больное место и помогает справиться с травмой. Что именно он делает — в этом-то вся загадка. Сейчас, как и после войны, всё больше людей нуждаются в Мастере, в том, кто придёт и ответит на все вопросы. Что я думаю о них? Я их понимаю», — говорил Хоффман. «Мастер» был охарактеризован критиками как «интеллектуальная и сложная драма»: «Герой Хоффмана, как и весь фильм, соткан из противоречий. Он непроницаемый, но гостеприимный, пугающий, но харизматический, злобный, но нежный. Он воплощает столько вещей сразу, что невозможно думать о Додде просто как о герое фильма», — писал критик газеты Chicago Reader Дрю Хант.
На Венецианской премьере фильм произвёл фурор, был удостоен нескольких призов, в том числе и актёрского — за свои перевоплощения Хоффман и Феникс выиграли кубок Вольпи, забирать который пришлось одному Хоффману. За эту же роль он в последний раз в жизни был представлен к «Оскару».

### Заключительные работы
После «Мастера» Хоффман вернулся к излюбленным инди-проектам, сыграв члена струнного квартета в драме «Поздний квартет». Герой Хоффмана — вторая скрипка, чувствует себя недооценённым и в критический для слаженного состава момент вносит свою лепту в разлад между музыкантами. Специально для фильма Хоффман научился играть на скрипке. Его актёрская работа была тепло принята, а незадолго до смерти Хоффман признался, что считает эту роль лучшей в своей фильмографии.
Перед уходом из жизни у Хоффмана было множество планов: поучаствовать в полноценном сериале, приступить к съёмкам своего второго фильма. Актёр успел сыграть ключевые роли немецкого офицера разведки в шпионской драме «Самый опасный человек» и мясника, промышляющего криминалом, в чёрной трагикомедии «Божий карман». Первый проект кинопресса окрестила «мастер-классом Хоффмана по актёрскому мастерству, его последним бенефисом». По мнению аналитиков, за эту актёрскую работу он вполне может быть посмертно номинирован на «Оскар». Ричард Лоусон из «Vanity Fair», отметив разочаровывающую концовку фильма, сказал, что «мир в котором мы живем — несправедлив. По крайней мере, у нас некоторое время был Филип Сеймур Хоффман, чтобы помочь нам осветить его».
Сериал, для которого Хоффман успел сняться в пилотном эпизоде, «Типа счастье», так и не выйдет на экраны. За несколько часов до смерти актёра СМИ сообщили, что главные роли в его так и не состоявшемся фильме «Иезекииль Мосс» должны были исполнить Джейк Джилленхол и Эми Адамс.
Последнюю роль Хоффман исполнил в заключительной части серии фильмов «Голодные игры», премьера которой состоялась в 2015 году. Когда Хоффмана утвердили на роль Плутарха в первой части «Голодных игр», он был в восторге: «Моему сыну скоро десять, я купил ему книги [серию романов, по которой поставлены фильмы] и собираюсь прочесть их с ним, так как это впервые, когда я делаю фильм, подходящий для него», — рассказывал актёр. Для последней части Хоффман не успел досняться в нескольких сценах, поэтому продюсеры сообщали, что он будет воссоздан с помощью визуальных эффектов.

## Смерть и наследие

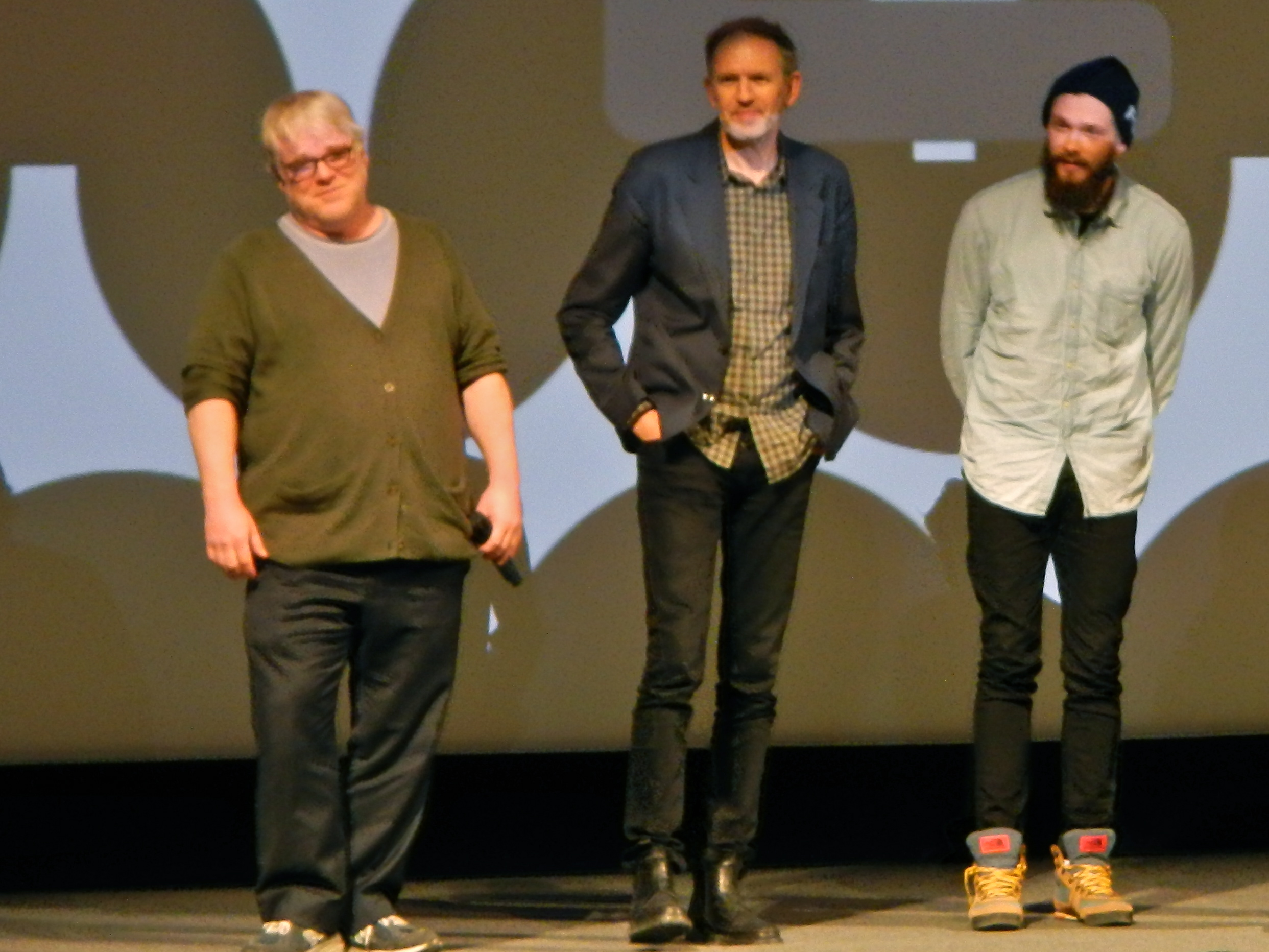
Хоффман, Антон Корбейн и Григорий Добрыгин на кинофестивале «Сандэнс» 19 января 2014 года; менее чем за две недели до его смерти

Последний раз актёр появился на публике за две недели до кончины, на «сандэнсовской» презентации триллера «Самый опасный человек». Окружающие отмечали, что он выглядел «взъерошенным и бледным», отказывался от любых интервью. За неделю до ухода Хоффман посетил собрание анонимных наркоманов и алкоголиков неподалёку от его дома.
2 февраля 2014 года 46-летний Филип Сеймур Хоффман скоропостижно скончался в своей манхэттенской квартире на Бэтьюн-стрит от передозировки смеси наркотиков, включая героин, кокаин, амфетамин и бензодиазепин. Тело актёра было обнаружено сценаристом Дэвидом Бар Кацем и Изабеллой Уинг-Дэйви, личной ассистенткой Хоффмана, в 11:15 утра в ванной с подкожной иглой в руке. Хоффман должен был в то воскресное утро забрать своих детей у супруги, с которой они разошлись незадолго до его смерти. Когда он не появился, Кац с Уинг-Дэйви проверили его квартиру и нашли тело.
В квартире Хоффмана были обнаружены не менее 70 пакетиков, заполненных, предположительно, героином. По подозрению в продаже ему фатальной партии этого наркотика были арестованы четыре дилера.
Прощание с актёром проходило два дня в Верхнем Ист-Сайде, а затем в церкви святого Игнатия Лойолы. Похороны были закрытыми, присутствовали только члены семьи и близкие друзья актёра. Обе церемонии посетили множество коллег и друзей Хоффмана, в том числе Хоакин Феникс, Мерил Стрип, Джон Райли. После процессии актёр был кремирован, а прах отдан членам семьи.
3 февраля в память об актёре Бродвейские театры погасили свет на одну минуту, а руководство Берлинского кинофестиваля приняло решение провести специальный показ «Капоте», который посетили друзья Хоффмана. Актриса Кейт Бланшетт на церемонии BAFTA объявила, что посвящает свою награду Хоффману, не дожившему двух недель до этого момента. Спустя три недели после смерти Хоффмана, Дэвид Бар Кац основал в память об актёре Американский фонд драматургов (англ. American Playwriting Foundation). Из денег, полученных от иска о клевете против таблоида «National Enquirer» (утверждавшего, что Кац и Хоффман состояли в романтических отношениях, и то, что Кац снабжал Хоффмана наркотиками), фонд ежегодно присуждает премию в размере $45,000 автору неспродюсированной пьесы. Сэм Рокуэлл, выигравший награду премии «Оскар» в 2018 году за лучшую мужскую роль второго плана закончил свою благодарственную речь упоминанием Хоффмана: «Это для моего старого приятеля, Фила Хоффмана». Кац посвятил памяти Хоффмана стихотворение в прозе, вышедшее в выпуске «The Guardian» 21 декабря 2014 года.
19 февраля в один из судов Нью-Йорка было направлено завещание Хоффмана. В нём было указано, что Хоффман завещает своё состояние матери троих его детей, Марианне О’Доннелл. После смерти актёра квартира на Бэтьюн-стрит, 35, в которой он скончался, была выставлена на продажу.

## Театр
Хоффман состоялся и как театральный деятель. Немногие «оскароносные» актёры посвятили себя управлению театральной компанией, занимающему полный рабочий день.
На подмостках Хоффман впервые заявил о себе в 1999 году в офф-бродвейской постановке «Голос автора», получив номинацию на премию «Драма Деск» как лучший исполнитель главной роли в спектакле. Уже в XXI веке он дебютировал на Бродвее в пьесе Сэма Шепарда «Истинный запад». Первая бродвейская роль настолько полюбилась Хоффману, что в 2010 году он воссоединился с близкой подругой Кейт Бланшетт и поставил пьесу в её сиднейской театральной компании Sydney Theatre Company. Ряду обозревателей образ бесноватого, жадно заглатывающего пиво бродяги показался самым сильным в театральной карьере Хоффмана. Он принёс актёру первую номинацию на главную театральную премию США «Тони».
Я занимаюсь театром, потому что это мой дом, место, куда я могу приходить и работать. Кино — это великолепно, но оно требует другой концентрации, а потом оно заканчивается. Театр — моя первая любовь, величайшее воздействие на всю мою жизнь. Театр — та причина, по которой я стал актёром и остаюсь им до сих пор.
В интервью The New York Times, 2008 год
В том же году Хоффман осуществил второй дебют, режиссёрский, поставив на Бродвее электризующую драму «В Арабии мы бы все стали королями» об одном дне из жизни работников офисного центра. Именно во время постановки этой вещи Хоффман познакомился с будущей матерью своих детей, костюмершей Марианной О’Доннелл. Продолжив режиссёрские опыты, Хоффман дважды номинировался на «Драма Деск» за лучшую постановку пьес: за «Иисус вскочил на трамвай „А“» (2001) и «Богоматерь 121-й улицы» (2003). Первая, жестокая тюремная драма, закрепила репутацию театральной компании Хоффмана LAByrinth как рупора для новых веяний и голосов — автор пьесы Стивен Эдли Гиргис на тот момент только начинал свою театральную карьеру. Объясняя разницу между режиссурой и игрой в спектакле, Хоффман говорил: «Опыт режиссёра — нереальный опыт… Вы самый субъективный человек в комнате. У вас нет объективности. Вы должны снимать несколько недель, а затем вернуться для просмотра всего этого, не говоря никому, и вы увидите это другими глазами».
Своей самой трудной театральной ролью Хоффман называл старшего сына-алкоголика в пьесе Юджина О’Нила «Долгий день уходит в ночь»: «Она почти убила меня. … Эта пьеса не может быть поставлена без того, чтобы ты не поведал самые глубинные, самые мрачные секреты, которые у тебя есть», — вспоминал актёр. Режиссёр постановки Роберт Фоллс восхищался погружением Хоффмана в образ: «Каждую ночь его разрывало то, что он не может оставить эту роль». Труд актёра был вознаграждён второй номинацией на премию «Тони».
Хоффман никогда не стремился сыграть Гамлета, извечную актёрскую мечту. Ему всегда был ближе Яго: «Филипу Сеймуру Хоффману Яго интереснее принца датского, зациклившегося на своем „быть или не быть“, потому что его, Яго, душевный разлад сложнее», — писала киновед Нина Цыркун. В 2009 году это желание осуществилось — он исполнил роль дьявольского приспешника мавра в осовремененной постановке Питера Селларса, неоднозначно принятой театралами.
За два года до кончины Хоффман достиг «Эвереста американской драмы», исполнив роль 63-летнего коммивояжёра Вилли Ломана в пьесе Артура Миллера «Смерть коммивояжёра». Казалось невозможным представить главного героя этой пьесы в исполнении 44-летнего Хоффмана, но он смог посрамить скептиков и был в третий и последний раз в жизни выдвинут на премию «Тони». «Эта пьеса мучила его. Он был несчастен всё время, пока она шла на сцене. Вне зависимости от того, что он делал днём, он знал, что в восемь часов вечера ему придётся снова через это пройти. Если ты делаешь это раз за разом, это изменяет твой мозг, а он проделывал это над собой каждый вечер. Когда всё закончилось, он сказал мне, что какое-то время не хочет играть в театре. Он всё время говорил об этом, когда мы встречались за кофе», — рассказывал близкий друг Хоффмана Дэвид Бар Кац. Критик The New York Times Бен Брэнтли заключил, что «г-н Хоффман является одним из лучших актёров своего поколения […] бесспорно».
«Нет сомнений, что, если бы он [Ф. С. Хоффман] был жив, он бы взялся и за короля Лира, возможно, даже до наступления 50-летнего возраста», — писал критик Los Angeles Times Чарльз Макналти.

## Личная жизнь

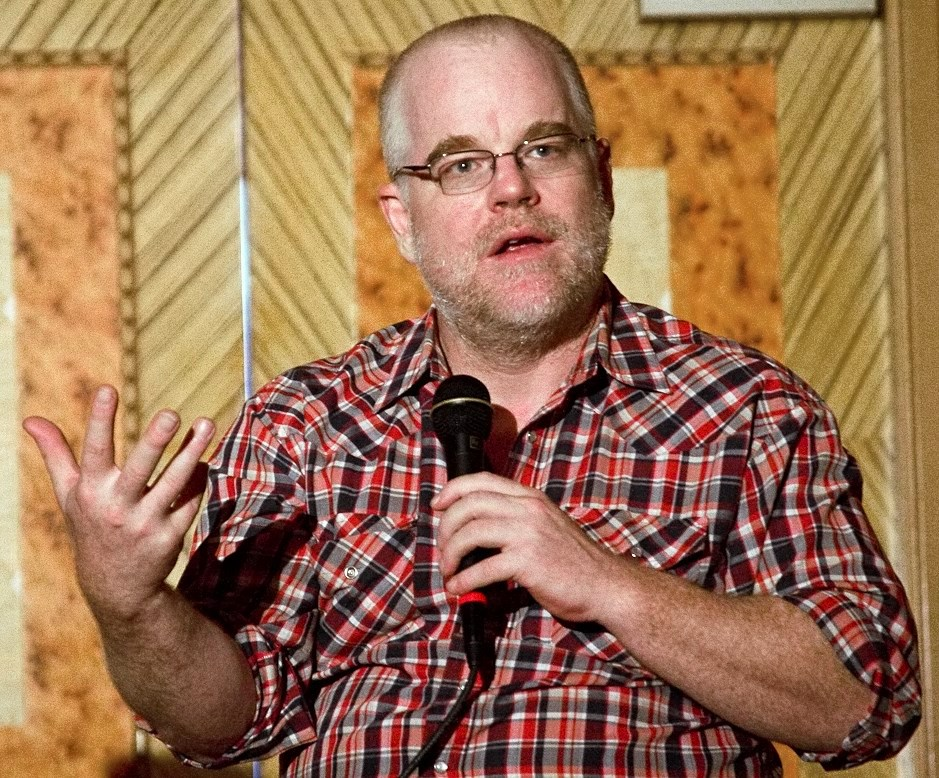
Хоффман в сентябре 2010 года.

Хоффман был в отношениях с костюмершей Марианной «Мими» О’Доннелл последние 14 лет его жизни. Они познакомились в 2000 году во время работы над пьесой «В Арабии мы бы все стали королями». У них родились трое детей: сын Купер Александр (род. 2003), дочери Таллула (род. 2006) и Уилла (род. 2008). Хоффман и О’Доннелл расстались незадолго до смерти актёра. По некоторым данным, после расставания с О’Доннелл у Хоффмана завязались романтические отношения с его ассистенткой, Изабеллой Уинг-Дэйви, дочерью близкого друга Хоффмана Марка Уинга-Дэйви.
В интервью 2006 года Хоффман рассказывал, что злоупотреблял наркотиками и алкоголем, и в 22 года впервые попал в реабилитационную клинику. Он говорил: «Я злоупотреблял всем, что попадалось под руку. Мне нравилось всё это». В мае 2013 года Хоффман вновь прошёл курс лечения в наркологической клинике после злоупотребления героином и таблетками от наркомании.
Будучи человеком, не слишком откровенным в вопросах личной жизни, Хоффман не любил распространяться и по поводу своих политических убеждений. Доподлинно известно, что на президентских выборах 2000 года он отдал свой голос за Ральфа Нейдера, кандидата от Партии зелёных. Год спустя Хоффман прочёл закадровый текст в документальной политической ленте «Вечеринка окончена», рассказывающей о различии между республиканцами и демократами.

## Личность

### Артист
Смерть Филипа Сеймура Хоффмана стала важнейшим событием в США. Ведущие американские издания (в числе которых The New York Times) отозвались на неё масштабными обзорными некрологами на первых полосах — почёт, которого удостаивался не каждый актёр страны.
Голливудский прорыв Хоффмана произошёл в 1992 году, с выходом на экраны драмы «Запах женщины», в которой он исполнил важную для сюжета фильма роль сокурсника-предателя главного героя. Последующие годы критики высоко оценивали его работы, но сам актёр оставался практически неизвестным зрителям. Так было до встречи Хоффмана с режиссёром Полом Томасом Андерсоном, буквально проложившим ему путь в кино. С Андерсоном актёр крепко сдружился и появлялся до конца жизни в каждом его проекте, кроме философского эпоса «Нефть». «Насмешкой судьбы выглядит то, что андерсоновская экранизация Пинчона — несомненно, следующий шаг в открытии Америки — обойдётся без его главного актёра», — писал на смерть Хоффмана обозреватель Lenta.ru Кирилл Головастиков.
За свою почти 25-летнюю кинокарьеру Хоффман стал маститым второплановым актёром. В его активе всего несколько главных ролей, их можно пересчитать по пальцам — гениальный писатель, эксцентрический гомосексуал Труман Капоте, за создание образа которого Хоффман был награждён всеми премиями «оскаровского» сезона; один из двух братьев, задумавших ограбить родительский ювелирный магазин, в последнем фильме Сидни Люмета «Игры дьявола»; угрюмый театральный режиссёр Кейден Котар в нестандартной драме «Синекдоха, Нью-Йорк».

«Вот здесь и пригодилась харизматичность Хоффмана: его герой должен был обладать сильной волей и почти гипнотическим воздействием на всех, кто попадал в его сети» (Валерий Кузнецов)

Люди вспоминали невероятную способность Хоффмана сыграть всех мыслимых представителей различных социальных классов:
… Хоффман был актёром в традиционном смысле, чья главная добродетель — способность перевоплощаться: он искусно владел своим телом и лицом, которые позволяли ему меняться, не изменяя себе. Словно красуясь этим талантом, он сыграл много схожих ролей, раскрасив их в противоположные цвета. Вот он гей и неудачник в «Ночах в стиле буги» — а вот богемный гомосексуал Труман Капоте. Вот он уязвимый, но твёрдый в своей правоте священник в «Сомнении» — а вот мессия-шарлатан в «Мастере». Вот музыкальный журналист, проницательный наставник главного героя в «Почти знаменит» — а вот прямодушный рок-диджей (и тоже наставник) Граф в «Рок-волне». Вот надменный, но незлой бонвиван, невинная жертва «Талантливого мистера Рипли» — а вот герой «Игр дьявола», растратчик, авантюрист, убийца, которого настигает справедливое возмездие.
Критик журнала Rolling Stone Дэвид Браун приводит аналогичное перечисление ключевых ролей Хоффмана: «Независимо от того, в какой фильм попадал Хоффман, было невозможно выйти из кинотеатра, не думая о его герое: медбрате из „Магнолии“, печальном гее-звукорежиссёре из „Ночей в стиле буги“, злобном снобе из „Талантливого мистера Рипли“, женоподобном секретаре из „Большого Лебовски“, даже о покойном рок-критике Лестере Бэнгсе в „Почти знаменит“ или охотящемся за ураганами укурке из „Смерча“. Хоффман мог походить на доброжелательного бармена, но он умел полностью вживаться в своих зачастую несчастных или отчаявшихся персонажей так, как это было дано мало кому из его поколения».
Обозреватель газеты The Telegraph Робби Коллин отметил, что Хоффман был одним из величайших актёров не только современности, но и в истории. В числе его лучших работ, которые он оставил после себя зрителям, критик назвал «Синекдоху, Нью-Йорк» и «Мастера». Схожего мнения касательно гениальности Хоффмана придерживался Роджер Эберт, считавший его «одним из лучших актёров любых эпох». Незадолго до смерти Эберт заявил, что хотел бы, чтобы в кино его сыграл только Ф. С. Хоффман. Режиссёр Сидни Люмет, снимавший Хоффмана в своём последнем проекте «Игры дьявола», сравнил его однажды с Марлоном Брандо — актёр сравнением остался не доволен.
«Филип Сеймур Хоффман всегда целиком влезает в шкуру своего героя, не боясь казаться уродливым, неприятным, отталкивающим, жалким, не боясь оголяться, демонстрируя рыхлый живот, не боясь бриолинить негустые волосы, обнажая некрасивые залысины. Конечно, он хотел бы выглядеть поимпозантнее, но когда по утрам смотрит на себя в зеркало, говорит „спасибо“ за то, что выглядит именно так, потому что с этим исходным материалом может „сойти за кого угодно“», — писала о невероятной возможности перевоплощения актёра Нина Цыркун. Хоффман также неоднократно комментировал это: «Мне нравится, что моё тело и мой внешний вид позволяют мне играть именно того, кого мне больше всего интересно — любого человека». Действительно, в каждой своей новой роли Хоффман был отличным от предыдущих, он часто менял цвет волос, набирал или сбрасывал вес. Энтони Лейн (The New Yorker) заключает, что именно физическое несовершенство Хоффмана импонировало миллионам зрителей, которые видели в нём своего человека. Вместе с тем, пламя, бушевавшее внутри актёра, придавало ему свою особенную красоту.
По словам Лейна, в том, какой эффект производили на экране физические очертания Хоффмана и его драматическое мастерство, ему был равен только Чарльз Лоутон. Лейн писал об особой ауре одиночества, возникавшей вокруг актёра, которая могла стать чрезмерной, когда он получал полную свободу, как, например, в «Счастье», «Синекдохе, Нью-Йорк» и собственном режиссёрском дебюте «Джек отправляется в плаванье». Больше Хоффман раскрывался, по мнению критика, когда получал достойного противника, такого как Пол Джаматти в «Мартовских идах» или Мариса Томей в «Играх дьявола», что выливалось в изнурительное противоборство в кадре.
Образцом для подражания Хоффман называл Пола Ньюмана, сыгравшего с ним в трагикомедии «Без дураков» и мини-сериале «Эмпайр Фоллз». Обоих артистов связывал магнетизм, дающий возможность по-полной «зажигать» на экране, и отсутствие брезгливости в вопросе выбора ролей. В число своих любимых артистов Хоффман включал также Мерил Стрип, Дэниела Дэй-Льюиса и Кристофера Уокена.

### Человек
В жизни Хоффман был, по утверждению знавших его людей, совершенно не таким, как на экране. Он редко давал интервью о своей личной жизни. В нью-йоркском районе Гринвич-Виллидж, где он долгое время проживал, можно было увидеть его катающимся на велосипеде или прогуливающимся с детьми. «Я до сих пор помню день вскоре после того, как он получил „Оскар“,. Он отводил своих детей в школу, и люди давали ему „пять“. Выглядело так, как будто для него действительно что-то значили поздравления соседей», — рассказывала мать одноклассницы дочери Хоффмана.
«Превратившись в известного киноактёра, Хоффман так и не стал звездой в общепринятом, глянцевом смысле. От Голливуда он далёк хотя бы географически — живёт в Нью-Йорке и называет себя „театральным парнем“ по преимуществу. На сцене негероическая внешность тому явно не мешает — один театральный режиссёр, впервые увидевший совсем юного Хоффмана на прослушивании, вспоминал, что ему немедленно отдали роль, несмотря на полное несоответствие типажу», — отмечает обозреватель журнала GQ Мария Кувшинова, бравшая у Хоффмана интервью после венецианского триумфа «Мастера».
Ещё одним доказательством интровертности Хоффмана и отсутствия у него «звёздной болезни» служит история, рассказанная сотрудником газеты The Huffington Post Майком Райаном. В октябре 2013 года Райан с друзьями встретил Хоффмана в нью-йоркском отеле Standard, где в это время проходил банкет. Актёр стоял один на балконе, отдельно от шумных компаний, и фотографировал на телефон открывающиеся оттуда виды. Стесняющийся Райан, опасаясь, что актёр «пошлёт» его, осторожно задал какой-то вопрос о достаточно проходном фильме «А вот и Полли». Хоффман, даже не думая уйти от беседы, в двух словах вспомнил картину и попросил представить ему друзей Райана. Они проговорили около 20 минут, Хоффман рассказывал истории об LAByrinth и вёл себя совершенно доброжелательно.
Драматург Джон Патрик Шэнли рассказывал: «Фил — непростой человек. Он вместе со своей подругой Мими О’Доннелл пришёл ко мне на вечеринку в трёх пальто и шляпе. Я говорю: „Сними пальто, здесь жарко“. Мими отвечает: „Он, быть может, снимет его через полчаса“. Это очевидная метафора, но Фил обладает защитным коконом, который он очень медленно сбрасывает. Чтобы подружиться с кем-нибудь в своём окружении, ему требуется время».
Характерное описание Хоффмана приводит журналист Lenta.ru Кирилл Головастиков: «Высокий, полноватый (интервьюер The Guardian назвал актёра „медведем“) и чрезвычайно подвижный для грузного человека; в очках, с характерной чёлкой или рыжеющими усами; с удивительной, „актёрской“, линией рта, которая моментально меняла выражение его лица, — Хоффман был крайне узнаваем». The New York Times описывала Хоффмана как «коренастого, часто сонного на вид человека со светлыми, как правило, нечёсаными волосами, который одобрял растрёпанную одежду, больше подходящую для безработного актёра, чем для звезды». Любимыми писателями актёра были Антон Чехов и Ричард Форд.
С первого его заметного появления в «Запахе женщины» и до «Мастера» каждый эпизод и каждая роль заставляли трепетать перед очевидностью этого таланта, отменяющего любые помехи: неформатную внешность, второстепенность персонажей, недостаток подходящего материала. Это было живое доказательство того, что дар отдельного человека может быть сильнее индустрии. Он жил в Нью-Йорке, играл в театре, почти не снимался в Голливуде, и был для американского независимого кино отдельной расширяющейся вселенной.Мария Кувшинова, «Сеанс»

## Фильмография
| Год  | Фильм                                        | Оригинальное название                         | Роль                   | Режиссёр                        |
| ---- | -------------------------------------------- | --------------------------------------------- | ---------------------- | ------------------------------- |
| 1991 | «Закон и порядок»                            | Law & Order (Episode: The Violence of Summer) | Стивен Ханайер         | Дон Скардино (режиссёр эпизода) |
| 1991 | «Тройное буги в дешёвой дыре»                | Triple Bogey on a Par Five Hole               | Клатч                  | Амос По                         |
| 1992 | «Мошенник»                                   | Szuler                                        | Мартин                 | Адек Драбински                  |
| 1992 | «Мой новый пистолет»                         | My New Gun                                    | Крис                   | Стэйси Кохрэн                   |
| 1992 | «Сила веры»                                  | Leap of Faith                                 | Mэтт                   | Ричард Пирс                     |
| 1992 | «Запах женщины»                              | Scent of a Woman                              | Джордж Уиллис-мл.      | Мартин Брест                    |
| 1993 | «Пробивной Джой»                             | Joey Breaker                                  | Уили Маккол            | Стивен Старр                    |
| 1993 | «Мой парень воскрес»                         | My Boyfriend’s Back                           | Чак Бронски            | Боб Балабан                     |
| 1993 | «Бесплатные деньги»                          | Money for Nothing                             | Кочран                 | Рамон Менендес                  |
| 1994 | «Побег»                                      | The Getaway                                   | Фрэнк Хансен           | Роджер Дональдсон               |
| 1994 | «Без дураков»                                | Nobody’s Fool                                 | офицер Рэймер          | Роберт Бентон                   |
| 1994 | «Оленёнок»                                   | The Yearling                                  | Бак                    | Род Харди                       |
| 1994 | «Когда мужчина любит женщину»                | When a Man Loves a Woman                      | Гэри                   | Луис Мандоки                    |
| 1995 | «Пятнадцатиминутный Гамлет»                  | The Fifteen Minute Hamlet                     | Бернардо/Горацио/Лаэрт | Тодд Луисо                      |
| 1996 | «Роковая восьмёрка»                          | Hard Eight                                    | молодой игрок в кости  | Пол Томас Андерсон              |
| 1996 | «Смерч»                                      | Twister                                       | Дастин «Дасти» Дэвис   | Ян де Бонт                      |
| 1997 | «Ночи в стиле буги»                          | Boogie Nights                                 | Скотти                 | Пол Томас Андерсон              |
| 1998 | «Культура»                                   | Culture                                       | Билл                   | Джош Гордон, Уилл Спек          |
| 1998 | «Большой Лебовски»                           | The Big Lebowski                              | Брандт                 | Братья Коэн                     |
| 1998 | «Счастье»                                    | Happiness                                     | Аллен                  | Тодд Солондз                    |
| 1998 | «Следующая остановка — Страна чудес»         | Next Stop Wonderland                          | Шон                    | Брэд Андерсон                   |
| 1998 | «Целитель Адамс»                             | Patch Adams                                   | Митч Роман             | Том Шедьяк                      |
| 1998 | «Монтана»                                    | Montana                                       | Дункан                 | Дженнифер Лейтес                |
| 1999 | «Талантливый мистер Рипли»                   | The Talented Mr. Ripley                       | Фредди Майлс           | Энтони Мингелла                 |
| 1999 | «Магнолия»                                   | Magnolia                                      | Фил Парма              | Пол Томас Андерсон              |
| 1999 | «Без изъяна»                                 | Flawless                                      | Расти Зиммермен        | Джоэль Шумахер                  |
| 2000 | «Почти знаменит»                             | Almost Famous                                 | Лестер Бэнгс           | Кэмерон Кроу                    |
| 2000 | «Жизнь за кадром»                            | State and Main                                | Джозеф                 | Дэвид Мэмет                     |
| 2002 | «25-й час»                                   | 25th hour                                     | Джейкоб Элински        | Спайк Ли                        |
| 2002 | «С любовью, Лайза»                           | Love Liza                                     | Уилсон Джоэл           | Тодд Луисо                      |
| 2002 | «Любовь, сбивающая с ног»                    | Punch-Drunk Love                              | Дин Трамбелл           | Пол Томас Андерсон              |
| 2002 | «Красный дракон»                             | Red Dragon                                    | Фредди Лаундс          | Бретт Ратнер                    |
| 2003 | «Холодная гора»                              | Cold Mountain                                 | преподобный Уизи       | Энтони Мингелла                 |
| 2003 | «Одержимый»                                  | Owning Mahowny                                | Дэн Махоуни            | Ричард Квитневски               |
| 2004 | «А вот и Полли»                              | Along came Polly                              | Сэнди Лайл             | Джон Гамбург                    |
| 2005 | «Freeвольная жизнь»                          | Strangers with Candy                          | Генри                  | Пол Динелло                     |
| 2005 | «Капоте»                                     | Capote                                        | Труман Капоте          | Беннетт Миллер                  |
| 2005 | «Эмпайр Фоллз»                               | Empire Falls                                  | Чарли Мэйн             | Фред Скеписи                    |
| 2006 | «Миссия невыполнима 3»                       | Mission: Impossible III                       | Оуэн Дэвиан            | Джеффри Абрамс                  |
| 2007 | «Дикари»                                     | The Savages                                   | Джон Сэвидж            | Тамара Дженкинс                 |
| 2007 | «Игры дьявола»                               | Before the Devil Knows You’re Dead            | Энди Хэнсон            | Сидни Люмет                     |
| 2007 | «Война Чарли Уилсона»                        | Charlie Wilson’s War                          | Гаст Авракотос         | Майк Николс                     |
| 2008 | «Сомнение»                                   | Doubt                                         | отец Брэндан Флинн     | Джон Патрик Шэнли               |
| 2008 | «Нью-Йорк, Нью-Йорк»                         | Synecdoche, New York                          | Кейден Котард          | Чарли Кауфман                   |
| 2009 | «Рок-волна»                                  | The Boat That Rocked                          | Граф                   | Ричард Кёртис                   |
| 2009 | «Изобретение лжи»                            | The Invention of Lying                        | бармен Джим            | Рики Джервейс, Мэттью Робинсон  |
| 2009 | «Мэри и Макс»                                | Mary and Max                                  | Макс Джерри Хоровитц   | Адам Эллиот                     |
| 2009 | «Артур»                                      | Arthur (Episode: No Acting Please)            | Уилл Тоффман           | Грэг Бейли                      |
| 2010 | «Джек отправляется в плаванье»               | Jack Goes Boating                             | Джек                   | Филип Сеймур Хоффман            |
| 2011 | «Человек, который изменил всё»               | Moneyball                                     | Арт Хоу                | Беннетт Миллер                  |
| 2011 | «Мартовские иды»                             | The Ides of March                             | Пол Зара               | Джордж Клуни                    |
| 2012 | «Мастер»                                     | The Master                                    | Ланкастер Додд         | Пол Томас Андерсон              |
| 2012 | «Прощальный квартет»                         | A Late Quartet                                | Роберт Гелбарт         | Ярон Зильберман                 |
| 2013 | «Голодные игры: И вспыхнет пламя»            | The Hunger Games: Catching Fire               | Плутарх Хевенсби       | Френсис Лоуренс                 |
| 2014 | «Самый опасный человек»                      | A Most Wanted Man                             | Гюнтер Бахман          | Антон Корбайн                   |
| 2014 | «Божий карман»                               | God’s Pocket                                  | Микки Скарпато         | Джон Слэттери                   |
| 2014 | «Голодные игры: Сойка-пересмешница. Часть 1» | The Hunger Games: Mockingjay — Part 1         | Плутарх Хевенсби       | Френсис Лоуренс                 |
| 2015 | «Голодные игры: Сойка-пересмешница. Часть 2» | The Hunger Games: Mockingjay — Part 2         | Плутарх Хевенсби       | Френсис Лоуренс                 |

## Награды
Информация предоставлена кинобазой IMDb:
| Награда                        | Год  | Категория                                                     | Фильм                     | Итог                                   |
| ------------------------------ | ---- | ------------------------------------------------------------- | ------------------------- | -------------------------------------- |
| «Оскар»                        | 2006 | «Лучшая мужская роль»                                         | «Капоте»                  | Победа                                 |
| «Оскар»                        | 2008 | «Лучшая мужская роль второго плана»                           | «Война Чарли Уилсона»     | Номинация                              |
| «Оскар»                        | 2009 | «Лучшая мужская роль второго плана»                           | «Сомнение»                | Номинация                              |
| «Оскар»                        | 2013 | «Лучшая мужская роль второго плана»                           | «Мастер»                  | Номинация                              |
| BAFTA                          | 2006 | «Лучшая мужская роль»                                         | «Капоте»                  | Победа                                 |
| BAFTA                          | 2008 | «Лучшая мужская роль второго плана»                           | «Война Чарли Уилсона»     | Номинация                              |
| BAFTA                          | 2009 | «Лучшая мужская роль второго плана»                           | «Сомнение»                | Номинация                              |
| BAFTA                          | 2012 | «Лучшая мужская роль второго плана»                           | «Мартовские иды»          | Номинация                              |
| BAFTA                          | 2013 | «Лучшая мужская роль второго плана»                           | «Мастер»                  | Номинация                              |
| Венецианский кинофестиваль     | 2012 | «Лучший актёр»                                                | «Мастер»                  | Победа (совместно с Хоакином Фениксом) |
| Золотой глобус                 | 2006 | «Лучшая мужская роль в драме»                                 | «Капоте»                  | Победа                                 |
| Золотой глобус                 | 2008 | «Лучшая мужская роль в комедии или мюзикле»                   | «Дикари»                  | Номинация                              |
| Золотой глобус                 | 2008 | «Лучшая мужская роль второго плана»                           | «Война Чарли Уилсона»     | Номинация                              |
| Золотой глобус                 | 2009 | «Лучшая мужская роль второго плана»                           | «Сомнение»                | Номинация                              |
| Золотой глобус                 | 2013 | «Лучшая мужская роль второго плана»                           | «Мастер»                  | Номинация                              |
| «Спутник»                      | 2000 | «Лучшая мужская роль в комедии или мюзикле»                   | «Без изъяна»              | Победа                                 |
| «Спутник»                      | 2001 | «Лучшая мужская роль второго плана в комедии или мюзикле»     | «Почти знаменит»          | Номинация                              |
| «Спутник»                      | 2003 | «Лучшая мужская роль второго плана в комедии или мюзикле»     | «Любовь, сбивающая с ног» | Номинация                              |
| «Спутник»                      | 2005 | «Лучшая мужская роль в драме»                                 | «Капоте»                  | Победа                                 |
| «Спутник»                      | 2008 | «Лучшая мужская роль второго плана»                           | «Сомнение»                | Номинация                              |
| «Спутник»                      | 2012 | «Лучшая мужская роль второго плана»                           | «Мастер»                  | Номинация                              |
| Премия Гильдии киноактёров США | 1998 | «Лучший актёрский состав»                                     | «Ночи в стиле буги»       | Номинация                              |
| Премия Гильдии киноактёров США | 2000 | «Лучший актёрский состав»                                     | «Магнолия»                | Номинация                              |
| Премия Гильдии киноактёров США | 2000 | «Лучшая мужская роль»                                         | «Без изъяна»              | Номинация                              |
| Премия Гильдии киноактёров США | 2001 | «Лучший актёрский состав»                                     | «Почти знаменит»          | Номинация                              |
| Премия Гильдии киноактёров США | 2006 | «Лучшая мужская роль»                                         | «Капоте»                  | Победа                                 |
| Премия Гильдии киноактёров США | 2006 | «Лучший актёрский состав в игровом кино»                      | «Капоте»                  | Номинация                              |
| Премия Гильдии киноактёров США | 2009 | «Лучшая мужская роль второго плана»                           | «Сомнение»                | Номинация                              |
| Премия Гильдии киноактёров США | 2009 | «Лучший актёрский состав»                                     | «Сомнение»                | Номинация                              |
| Премия Гильдии киноактёров США | 2013 | «Лучшая мужская роль второго плана»                           | «Мастер»                  | Номинация                              |
| «Независимый дух»              | 1999 | «Лучшая мужская роль второго плана»                           | «Счастье»                 | Номинация                              |
| «Независимый дух»              | 2006 | «Лучшая мужская роль»                                         | «Капоте»                  | Победа                                 |
| «Независимый дух»              | 2008 | «Лучшая мужская роль»                                         | «Дикари»                  | Победа                                 |
| «Независимый дух»              | 2009 | Приз имени Роберта Олтмена                                    | «Нью-Йорк, Нью-Йорк»      | Победа                                 |
| «Сатурн»                       | 2007 | «Лучшая мужская роль второго плана»                           | «Миссия невыполнима 3»    | Номинация                              |
| «Эмми»                         | 2005 | «Лучшая мужская роль второго плана в мини-сериале или фильме» | «Эмпайр Фоллз»            | Номинация                              |

### Комментарии
1. ↑  «Меня действительно так зовут: Филип Сеймур Хоффман. Обычно меня раздражает, когда люди используют своё второе имя. Мне это кажется очень претенциозным. Но это не мой случай. Просто на тот момент, когда я оказался в кино, в мире уже существовал один актёр по имени Филип Хоффман, а два Филипа Хоффмана — это уже слишком. Так что мне пришлось добавить Сеймур» (в интервью журналу Esquire)
2. ↑  «Я не видел ничего похожего. Я не верю этому отчёту, потому что я был там. Я не прошёлся по его ящикам, но Фил никогда ничего не клал в ящик. Он всегда клал всё на пол», — утверждал Кац.